# Miss Bosnia ed Erzegovina

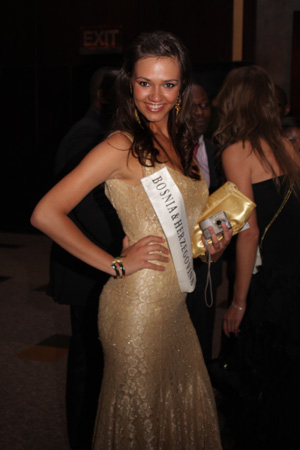
Tanja Vujicić, Miss Bosnia ed Erzegovina 2008.

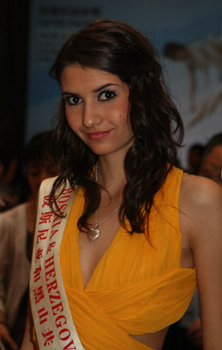
Gordana Tomić, Miss Bosnia ed Erzegovina 2007.

Miss Bosnia ed Erzegovina è un annuale concorso di bellezza nazionale per le donne non sposate in Bosnia ed Erzegovina. A volte viene anche citato semplicemente come Miss BiH (Miss Bosne i Hercegovine). Fondato nel 1996, la vincitrice di Miss Bosnia ed Erzegovina ha la possibilità di partecipare a Miss Mondo, mentre la seconda classificata a Miss Europa.

## Albo d'oro
| Anno  | Vincitrice            |
| ----- | --------------------- |
| 1996  | Belma Cvrko           |
| 1997  | Elma Terzić           |
| 1998  | Samra Tojaga          |
| 1999  | Samra Begović         |
| 2000  | Jasmina Mahmutović    |
| 2001  | Ana Mirjana Račanović |
| 2002  | Danijela Vinš         |
| 2003  | Irna Smaka            |
| 2004  | Njegica Balorda       |
| 2005  | Sanja Tunjić          |
| [2006 | Azra Gazdić           |
| 2007  | Gordana Tomić         |
| 2008  | Tanja Vujičić         |
| 2009  | Andrea Šarac          |
| 2010  | Snežana Prorok        |
| 2011  | Snežana Kuzmanović    |
| 2012  | Fikreta Husić         |
| 2013  | Sanda Gutić           |
| 2014  | Isidora Borovčanin    |
| 2015  | Marijana Marković     |
| 2016  | Halida Krajišnik      |
| 2017  | Aida Karamehmedovic   |
| 2018  | Anđela Paleksić       |
| 2019  | Ivana Ladan           |